# Kōdansha
Kōdansha (japanska: 株式会社講談社, Kabushiki-gaisha Kōdansha?), internationellt ofta skrivet Kodansha, är ett av Japans största bok- och tidningsförlag. Kōdansha är bland mycket annat en stor producent av manga. Kōdansha grundades 1909 och har sitt nuvarande högkvarter i Tokyo. Nomafamiljen, släktingar till grundaren Seiji Noma, är fortsatta ägare av bolaget.

## Historik
Kōdansha grundades 1909 som en avknoppning från Dai-Nippon Yūbenkai (Stor-Japans Oratoriska Sällskap), och man inledde sin utgivningshistoria med den litterära tidskriften Yūbenkai. Namnet Kōdansha (från Kōdan Club, en numera nedlagd tidning inom bolaget) kom till i samband med att man två år senare åter slogs samman med moderbolaget. Kōdansha har varit koncernens officiella namn sedan 1958.

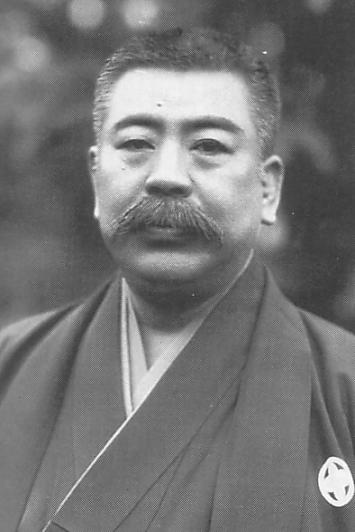
Seiji Noma, Kōdanshas grundare.

Kōdansha äger företagsgruppen Otowa, som förvaltar dotterbolag som King Records (musikutgivning, grundat 1931) och Kobunsha (mest damtidningar och shōjo/josei, grundat 1945) samt ger ut dagstidningen Nikkan Gendai (tabloid). Man har också ett tätt samarbete med Walt Disney Company och är officiell sponsor av Tokyo Disneyland.
Man är en av de största förlagen i Japan, oftast med den största omsättningen. 2003 hade man en omsättning på 167 miljarder yen, att jämföra med största konkurrenten Shogakkukans 150 miljarder samma år.
Bolaget sponsrar det prestigefyllda Kōdanshas Mangapris (japanska: 講談社漫画賞, Kōdansha Manga Shō?), känt på engelska som Kodansha Manga Award. Priset började delas ut 1977 och finns sedan 2003 i fyra kategorier.
Kōdanshas huvudkontor är beläget i Bunkyō i Tokyo. I det ursprungliga huset i byggnadskomplexet fanns fram till 2007 en gång Noma Dōjō, en träningshall för kendo som grundades av Seiji Noma 1925. Därefter flyttades träningshallen till en annan byggnad i grannskapet.
I slutet av april 2011 lade man ner sin engelskspråkiga förlagsgren Kodansha International. Dotterbolaget i USA – Kodansha Comics USA, grundat 2008 – fortsatte dock september 2012 sin utgivningsverksamhet.

## Utgivning
Kōdansha ger bland annat ut tidskriften Shūkan Gendai.
Bland förlagets mangatitlar återfinns Sailor Moon, Oh! My Goddess, Akira, Blade of the Immortal, BLAME!, FLCL, Great Teacher Onizuka, Love Hina, Power!!, Attack on Titan och Tokyo Mew Mew.
Företaget har även en mindre anime-produktion, vilken i huvudsak består av filmatiseringar av dess mangaserier. Här finns dock även exempelvis Barbapapa jorden runt.

### Tidningar
Kōdansha är ett av de stora japanska serieförlagen. Bland annat ger man ut en stor mängd serietidningar i olika kategorier: Nakayoshi (shōjo), Shūkan Morning (seinen), Gekkan Afternoon (1986–, seinen, experiment), Kiss (1992–, josei) och Shūkan Shōnen Magazine (1959–, shōnen).

Shōnen-tidningen Shūkan Shōnen Magazine (1959–).
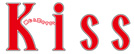
Josei-tidningen Kiss (1992–).
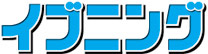
Seinen-tidningen Evening (2008–)

## Kopplingar till andra bolag
Kōdansha äger aktier i ett antal japanska radio- och TV-bolag. Tillsammans med dotterbolaget Kobunsha äger man andelar i Kabushiki Gaisha Bunka Hōsō (engelska: Nippon Cultural Broadcasting), en av de största radiostationerna i Tokyoregionen.

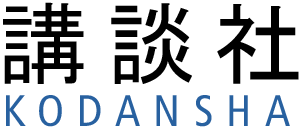
Bolagets logotyp.

### NHK
Kōdansha har en något komplicerad relation till Nippon Hōsō Kyokai (NHK), Japans statliga TV-bolag. Många manga- och romaner från Kōdansha har lett till anime-versioner som sänts i någon av NHK:s kanaler. Detta inkluderar Card Captor Sakura. Däremot drar sig Kōdanshas tidningar inte för att vid tillfälle publicera kontroverser med NHK-inblandning. Detta gäller bland annat när tidningen Gendai kritiserade NHK för att fejka inslag i en dokumentär (från 1997) om dynamitfiske.